# Gambrus polyphemi
Gambrus polyphemi är en stekelart som beskrevs av Henry Keith Townes, Jr. 1945. Gambrus polyphemi ingår i släktet Gambrus och familjen brokparasitsteklar. Inga underarter finns listade i Catalogue of Life.